# Llista d'ocells de Guam
Aquesta llista d'ocells de Guam inclou totes les espècies d'ocells trobats a l'illa de Guam: 94, de les quals 6 estan amenaçades d'extinció, dues són d'introduïdes, una és un endemisme i una altra es troba extinta en llibertat.
Els ocells s'ordenen per ordre i família.

## Procellariiformes

### Procellariidae
- Puffinus pacificus
- Puffinus tenuirostris
- Puffinus auricularis
- Puffinus lherminieri

### Hydrobatidae
- Oceanodroma leucorhoa
- Oceanodroma matsudairae

## Pelecaniformes

### Phaethontidae
- Phaethon lepturus

### Sulidae
- Sula dactylatra
- Sula sula
- Sula leucogaster

### Fregatidae
- Fregata minor
- Fregata ariel

## Ciconiiformes

### Ardeidae
- Egretta intermedia
- Egretta sacra
- Bubulcus ibis
- Ixobrychus sinensis
- Ixobrychus flavicollis

## Anseriformes

### Anatidae
- Anas penelope
- Anas americana
- Anas platyrhynchos
- Anas acuta
- Anas querquedula
- Anas clypeata
- Aythya ferina
- Aythya fuligula

## Falconiformes

### Pandionidae
- Pandion haliaetus

### Accipitridae
- Accipiter soloensis
- Accipiter gularis

### Falconidae
- Falco peregrinus

## Galliformes

### Megapodiidae
- Megapodius laperouse

### Phasianidae
- Francolinus francolinus
- Coturnix chinensis

## Gruiformes

### Rallidae
- Gallirallus owstoni
- Porzana cinerea
- Gallinula chloropus
- Fulica atra

## Charadriiformes

### Haematopodidae
- Haematopus ostralegus

### Charadriidae
- Pluvialis fulva
- Pluvialis squatarola
- Charadrius hiaticula
- Charadrius dubius
- Charadrius mongolus
- Charadrius leschenaultii

### Scolopacidae
- Gallinago megala
- Limosa limosa
- Limosa lapponica
- Numenius minutus
- Numenius phaeopus
- Numenius tahitiensis
- Xenus cinereus
- Actitis hypoleucos
- Tringa brevipes
- Tringa incana
- Tringa erythropus
- Tringa nebularia
- Tringa guttifer
- Tringa stagnatilis
- Tringa glareola
- Arenaria interpres
- Calidris alba
- Calidris ruficollis
- Calidris subminuta
- Calidris melanotos
- Calidris acuminata
- Calidris alpina
- Philomachus pugnax

### Laridae
- Larus ridibundus

### Sternidae
- Anous stolidus
- Gygis alba
- Onychoprion fuscatus
- Sternula albifrons
- Chlidonias leucopterus
- Sterna sumatrana
- Sterna hirundo
- Thalasseus bergii

## Columbiformes

### Columbidae
- Columba livia
- Streptopelia bitorquata
- Gallicolumba xanthonura
- Ptilinopus roseicapilla

## Strigiformes

### Strigidae
- Asio flammeus

## Apodiformes

### Apodidae
- Aerodramus bartschi

## Coraciiformes

### Alcedinidae
- Todiramphus cinnamominus
- Todiramphus chloris

## Passeriformes

### Hirundinidae
- Hirundo rustica

### Motacillidae
- Motacilla cinerea

### Sylviidae
- Acrocephalus luscinius

### Rhipiduridae
- Rhipidura rufiventris
- Rhipidura rufifrons

### Zosteropidae
- Zosterops conspicillatus

### Meliphagidae
- Myzomela rubratra

### Dicruridae
- Dicrurus macrocercus

### Corvidae
- Corvus kubaryi

### Sturnidae
- Aplonis opaca

### Passeridae
- Passer montanus[1]